# Anna Matvějevová
Anna Alexandrovna Matvějevová (rusky Анна Александровна Матвеева; * 19. ledna 1972, Sverdlovsk, SSSR) je ruská novinářka a spisovatelka.

## Život a dílo
Narodila se v jazykovědně zaměřené rodině. Její otec Alexandr Konstantinovič Matvějev (rusky Александр Константинович Матвеев, 1926–2010), známý ruský filolog, se zabýval etymologií a její matka Tamara Vjačeslavovna Matvějevová (rusky Тамара Вячеславовна Матвеева, * 1944) se zase věnuje sémantice a stylistice ruského jazyka. Oba její rodiče jsou badatelsky a pedagogicky úzce spojeni s Uralskou státní univerzitou (УрГУ). Jejím dědou z otcovy strany byl pak ruský mineralog Konstantin Konstantinovič Matvějev (rusky Константин Константинович Матвеев, * 1875).
Anna Alexandrovna Matvějevová vystudovala fakultu žurnalistiky Uralské státní univerzity Maxima Gorkého (УрГУ) v rodném Jekatěrinburgu. Je autorkou řady prozaických děl, mezi které kupříkladu náleží Ďatlovův průsmyk aneb Tajemství devíti, či Měšťáctvo (pozn.: jedná se o dosud neoficiální názvy plánovaných českých překladů).
Její kniha, Ďatlovův průsmyk aneb Tajemství devíti, pojednává o skutečné historické události, tj. o tzv. zániku Ďatlovovy výpravy na Urale v roce 1959.

## Zajímavosti

### O Československu
„Vím, že v Československu byla dříve povinná výuka ruského jazyka. Já jsem si jako děvče dopisovala s československou dívkou Zorkou. Byla jsem v Jekatěrinburgu členkou Klubu mezinárodního přátelství a to znamenalo nejen dopisování s přáteli za hranicemi (v mém případě z Československa a také z Bulharska), ale také jsme se učili české písně (Anna hned zanotovala dvě české písně – pozn. aut.), dozvídali se zajímavosti o tehdejším Československu, například o hudebních skladatelích, spisovatelích, trošku zeměpisu. Jekatěrinburg měl družební vztahy s Plzní, protože v obou městech byl obdobný těžký průmysl.“ 

### O české literatuře
„Velmi si ceníme české literatury. Například já mám tři syny, kteří všichni velmi mnoho čtou. Můj 14letý syn je fandou Dobrého vojáka Švejka. Samozřejmě jej čte v ruštině, a z Prahy mu vezu nějaký suvenýr spojený se Švejkem. Čte Švejka každý den, tu tlustou knihu si nosí všude s sebou. A cituje různé repliky a Švejkovy průpovídky, směje se u toho, vypráví o tom ve škole. Takže například tento český román je stále živý, moderní, a rozumí mu i mladí lidé v zahraničí. Je to satira na Rakousko-Uhersko, ale také velký protiválečný román. Každý si ze Švejka bere to své.“ 